# Rivoluzione altamurana
(Ottavio Serena, 1862)
La Rivoluzione altamurana ebbe luogo nella città pugliese di Altamura nel 1799 prendendo spunto dalla nascita della Repubblica Napoletana fondata sui principi di libertà, uguaglianza e fraternità, ispirati dalla Rivoluzione francese.
A febbraio del 1799 giunse ad Altamura la notizia che il re era fuggito a Palermo. La popolazione altamurana, allora, si riorganizzò e abbracciò gli ideali propagandati dai francesi e dalla Rivoluzione francese e l'8 febbraio, in piazza del mercato (l'odierna piazza Duomo) fu anche piantato l'albero della libertà. Nel frattempo si avvicinò l'esercito della Santa Fede capeggiato dal cardinale Fabrizio Ruffo determinato a ristabilire il Regno di Napoli e la dinastia dei Borbone, il quale lasciò Matera e arrivò alle porte di Altamura il 9 maggio 1799. Altamura nel frattempo si era preparata per lo scontro, chiudendo le porte secondarie della città, fondendo le campane delle chiese per nuovi cannoni e preparando munizioni. Il 9 maggio si consumò lo scontro, ma presto le munizioni degli altamurani cominciarono a esaurirsi e gli altamurani cominciarono a sparare monete e rottami; questo fece capire a Ruffo che la situazione all'interno della città era critica e che non sarebbero durati a lungo. La notte del 9 maggio 1799, la maggior parte degli altamurani, ricevuto l'ordine di evacuare dalla Municipalità, riuscì a scappare da porta Bari.
La mattina del 10 maggio i sanfedisti entrarono ad Altamura saccheggiandola e trucidando un numero imprecisato di altamurani che vi erano rimasti; la permanenza dei sanfedisti e di Ruffo nella città durò 14 giorni, durante i quali la popolazione altamurana gradualmente ritornò e alcuni altamurani furono uccisi o incarcerati. La situazione si era già ristabilita alla fine di maggio 1799 e Altamura vide così tramontare il suo sogno di libertà.
Il numero di morti sanfedisti fu stimato in 1400 persone, mentre non è chiaro quanti siano morti tra gli altamurani. Alcuni storici stimano le perdite degli altamurani nell'ordine di una quarantina o di un centinaio, mentre altri storici considerano probabile che molti altamurani o giacobini forestieri non siano stati riconosciuti e siano stati contati come sanfedisti. In tal caso, il numero di morti tra gli altamurani e i repubblicani sarebbe ben più alto.

## Il contesto storico

La bandiera della Repubblica Napoletana del 1799

Come noto, i francesi occuparono il Regno di Napoli per ben due volte, cavalcando le insurrezioni e la voglia di rinnovamento delle popolazioni locali, ammodernando le leggi e gli apparati burocratici e attuando l'eversione della feudalità. La prima occupazione durò solo cinque mesi, ossia da gennaio 1799 all'estate del 1799. Il re Ferdinando IV era già fuggito a Palermo il 22 dicembre 1798 lasciando il marchese di Laino Francesco Pignatelli col titolo di vicario. In questo periodo il Regno di Napoli fu dichiarato decaduto e fu proclamata la cosiddetta Repubblica Napoletana del 1799. Ma già nell'estate del 1799 vi fu la restaurazione del regno e re Ferdinando ritornò sul trono (prima restaurazione del Regno di Napoli).
Il secondo ritorno dei francesi (1806-1815) si ebbe invece con i re Giuseppe Bonaparte e Gioacchino Murat, i quali regnarono in quello che continuò a chiamarsi Regno di Napoli sotto l'egida di Napoleone Bonaparte fino alla seconda restaurazione e al ritorno dei Borbone nel 1815 (relativo a questo periodo è l'epitaffio di Altamura).
La Rivoluzione altamurana si inserisce nei cinque mesi della prima occupazione francese, ossia quella che portò alla formazione della Repubblica Napoletana del 1799 e che durò solo cinque mesi.

## Le fonti

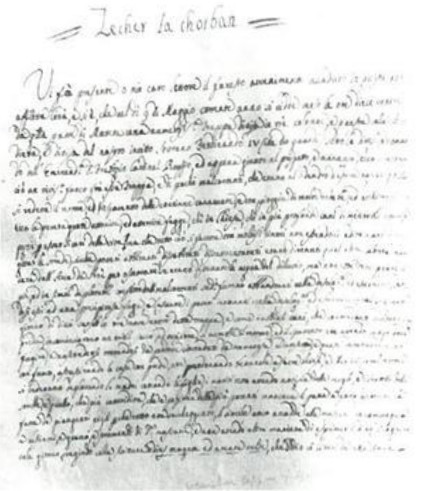
Documento dal titolo Zecher la chorban. Il titolo è una citazione biblica in ebraico e significa "memoria del sacrificio" (dal Registro di Amm. del Capitolo dell'Assunta del 1798-99)

Le fonti della Rivoluzione altamurana sono molte, ma non tutte hanno la stessa attendibilità. Le fonti di maggior credito sono quelle scritte subito dopo o nell'anno stesso degli eventi storici. La maggior parte delle fonti postume (non tutte) non godono di attendibilità tra gli storici, dato che un'analisi critica ne ha svelato le molte inesattezze e incongruenze.
Le fonti che godono di maggiore attendibilità tra gli storici sono:
- Zecher la chorban, una testimonianza trascritta nel registro di amministrazione del Capitolo dell'Assunta;[9]
- La testimonianza dell'anonimo altamurano;[10]
- La cronaca del Genco, trovata nel registro dei soci di una confraternita e recuperata dal sindaco di Altamura Candido Turco;[11][12]
- Le Memorie storiche di Altamura dal gennaio al maggio 1799 del vicerettore dell'Università di Altamura Vitangelo Bisceglia, ritenute in buona parte attendibili.[13][14]
- L'autobiografia di Luca de Samuele Cagnazzi (in particolare la prima parte) dal titolo La mia vita;[15]
- La cronaca di Michele Rotunno, un contadino che nel 1860, ormai novantenne, insieme ad altri anziani sopravvissuti come lui, raccontò al sindaco di allora Candido Turco ciò che ricordava delle vicende del 1799 di cui fu testimone. In occasione del centenario (1899), Ottavio Serena pubblicò la relazione suddetta nell'opera Altamura nel 1799. Documenti e cronache inedite (1899).[16][17]
- Le memorie sulla vita del cardinale Fabrizio Ruffo (1836), scritte dall'abate Domenico Sacchinelli, segretario del cardinale;[18][19]
- I dati e le annotazioni nel registro dei morti della Cattedrale di Altamura e della chiesa di San Nicola dei Greci.[20]

La prima (Zecher la chorban) sarebbe stata scritta proprio nei giorni del saccheggio di Altamura. Il titolo Zecher la chorban è una citazione biblica in ebraico e significa "memoria del sacrificio". Giuseppe Bolognese (1999) ipotizza che l'arcidiacono Leopoldo Laudati, professore di grammatica greca ed ebraica dell'Università di Altamura possa aver scritto quella testimonianza, dal momento che il titolo è in ebraico ed è molto noto tra gli esegeti dell'Antico Testamento.
Le memorie dell'abate Domenico Sacchinelli, segretario del cardinale Fabrizio Ruffo, furono scritte nel 1836, a 9 anni dalla morte del cardinale e a ben 37 anni dalla Rivoluzione altamurana. Data la lontananza ci sarebbe da aspettarsi una inattendibilità di fondo. Ciononostante, Domenico Sacchinelli fu segretario di Fabrizio Ruffo, quindi seguì da vicino le decisioni e azioni del cardinale e conservò molti documenti di quel periodo (come lui stesso racconta nella prefazione). A parte qualche errore, come ad esempio il confondere porta Bari con porta Napoli o una svista sulla data in cui i sanfedisti giunsero a Matera (8 maggio anziché 6 maggio), il Sacchinelli è da considerarsi tutto sommato attendibile. Nonostante le pretese di "imparzialità ed esattezza", le sue memorie tendono a tralasciare o a edulcorare gli aspetti più cupi della carriera del cardinale. Ad esempio, l'uccisione di Giovanni Firrao è attribuita a un misterioso uomo dalle iniziali G.L. piuttosto che, più verosimilmente, a Ruffo stesso (uccisione di Giovanni Firrao). Inoltre Fra Diavolo e Gaetano Mammone vengono citati in un solo paragrafo e non viene fatta menzione della loro ben documentata crudeltà e sadismo, ma anzi viene resa la testimonianza del commodoro inglese Townbridge che definiva Fra Diavolo "per noi un angelo".
Privi di attendibilità, imparzialità e validità da un punto di vista storico sarebbero invece i racconti di Pietro Colletta, Vincenzo Cuoco e Carlo Botta, i cui contenuti e impostazioni furono condannati anche da Benedetto Croce e da Domenico Sacchinelli. L'inattendibilità è da imputarsi non tanto agli autori quanto all'impossibilità di attingere informazioni da testimonianze e fare ricerche in stati che allora erano assolutistici e impenetrabili. Ottavio Serena ha fatto notare che l'opera Storie segrete di Giovanni La Cecilia conterrebbe informazioni degne più di un romanzo che di una narrazione storica, e pertanto neanche la sua opera risulta attendibile.
Alcune inesattezze e menzogne sono riportate anche nelle cronache di altri componenti dell'esercito sanfedista, ossia le cronache di Domenico Petromasi (1801), di Vincenzo Durante (1800), Antonino Cimbalo (1799) e Francesco Apa (1800), sebbene ci sia da dire che loro parteciparono in prima persona agli scontri e furono testimoni diretti, persino nelle fasi in cui i sanfedisti entrarono in città, allorché la maggior parte degli altamurani aveva già abbandonato Altamura; le loro testimonianze sono da ritenersi tutto sommato attendibili. Inoltre scrissero le loro memorie poco dopo i fatti del 1799. Ottavio Serena fa notare che tutti tranne il Durante "non fanno che copiarsi a vicenda"; inoltre afferma che le cronache dei sanfedisti sopracitati sarebbero imparziali e non veritiere, dal momento che gli autori speravano nella "real beneficenza", ossia speravano di ottenere qualcosa in cambio dal re.
Altre fonti sono le "imputazioni fatte a Vincenzo Melodia e Giacomo Bozzi, rei di Stato", date a Ottavio Serena dal senatore Nicola Melodia, l'Itinerario doloroso degli altamurani detenuti nel Forte di Brindisi recuperato dal sindaco di Altamura Candido Turco, le Notizie speciali intorno al saccheggio di Altamura nel 1799, la deliberazione decurionale del 1º luglio 1799 e i documenti relativi alla restituzione dei beni sequestrati a Pietro Aurelio Martucci (conservati dal prof. Viti).
Le fonti sopraccitate includono visioni di persone di diverse opinioni ed estrazione sociale. In particolare, le versioni dell'abate Sacchinelli, Petromasi, Durante, Cimbalo e Apa consentono un raffronto critico con le versioni degli altamurani e consentono di vedere lo scontro con gli occhi dei sanfedisti.

## Gli antefatti
Nella città di Altamura (e probabilmente anche altrove), la situazione era peggiorata a causa dell'introduzione della coscrizione obbligatoria a settembre del 1798. Il governatore regio di Altamura Gennaro Taveri estorceva denaro alle famiglie in cambio dell'esonero dalla coscrizione per i loro figli, e questo creò parecchia indignazione in paese. Tale indignazione sfociò nell'uccisione, il 18 gennaio 1799, di Felice Schiraldi e del padre, uomini legati al governatore, per opera dei Giannuzzi. Vitangelo Bisceglia definisce il 18 gennaio "un giorno memorando, che fu segnale di tutte le sciagure" (la scintilla, a quanto pare, furono le "provvidenze non proprie" fornite dal governatore Taveri in una controversia civile relativa ai Giannuzzi, la cui esecuzione era stata affidata a Felice Schiraldi).
Il fatto sbigottì lo stesso governatore Gennaro Taveri, il quale, la notte del 21 gennaio 1799, decise di lasciare Altamura per mettersi in salvo. Venne a crearsi da allora uno stato di anarchia in città, di cui alcuni gruppi di possidenti forse approfittarono.
Secondo alcuni storici, vi era reminiscenza in paese anche della Repubblica Napoletana del 1647, durante la quale Altamura si era autogovernata e aveva resistito agli attacchi del conte di Conversano Giangirolamo Acquaviva.

## Avvenimenti
Il 23 gennaio 1799 a Napoli fu dichiarato decaduto il Regno di Napoli e proclamata la Repubblica Partenopea del 1799, dopo che re Ferdinando IV era fuggito a Palermo il 21 dicembre 1798.
Non molto tempo dopo, la notizia giunse ad Altamura. Il 3 febbraio 1799, ad Altamura, un prete di umili origini, Michele Chierico, parlò in chiesa della fuga del re e indisse un comizio per il giorno successivo.
Nel comizio del giorno successivo emersero due posizioni; l'una prevedeva una rivoluzione con il saccheggio, l'altra, più moderata, aborriva la violenza. Il popolo, allora, non sapendo cosa fare, si recò in cattedrale e si fece consigliare dall'arcidiacono Luca de Samuele Cagnazzi. L'arcidiacono calmò la folla e propose la nomina di 30 deputati da inviare al governo provvisorio di Napoli. I popolani, allora, calmati, se ne tornarono a casa, ma rimase nel popolo l'idea che si dovessero spartire le sostanze e le terre dei più ricchi.
I repubblicani, allora, guidati dal medico Giuseppe Giannuzzi (chiamato ironicamente nella cronaca di Vitangelo Bisceglia "Robespierre") tennero lunghe arringhe fra il popolo e andarono all'assalto delle insegne regie sparse per la città. La ribellione culminò con l'innalzamento dell'albero della libertà l'8 febbraio 1799 in piazza del Mercato (l'attuale piazza Duomo), dove venne trasportato in processione dall'intero popolo dalla chiesa di San Domenico. Fu inoltre costituita la Municipalità con Pasquale Viti presidente e Luca de Samuele Cagnazzi segretario, e si formò anche la "Guardia Civica".
Intorno al 15 marzo giunsero ad Altamura e presero il comando il generale Felice Mastrangelo e il commissario generale Nicola Palomba (governatore del dipartimento del Bradano), accompagnati da 50 soldati di cavalleria.

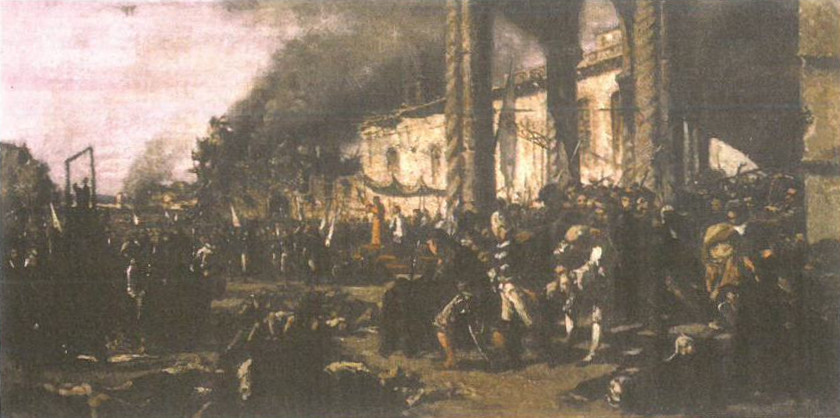
Michele Cammarano - Le stragi di Altamura (conservato al Museo nazionale di San Martino, Napoli)

Lo scontro con l'Esercito della Santa Fede era oramai imminente e gli altamurani non persero tempo e organizzarono un campo militare su Monte Calvario, il punto più elevato di Altamura, fondendo le campane delle chiese al fine di ottenere nuovi cannoni.
La mattina del 7 maggio il cardinale Fabrizio Ruffo inviò da Matera verso Altamura l'ufficiale Raffaele Vecchioni, al fine di discutere la resa. Entrò ad Altamura bendato, ma non fece più ritorno. Tra i sanfedisti catturati figuravano anche gli ingegneri Giuseppe Vinci e Giuseppe Oliverio. Il governatore repubblicano, prima di fuggire da Altamura, fece uccidere i pochi prigionieri sanfedisti. Ruffo inviò anche una porzione delle truppe regolari per "far bloccare Altamura". In quell'occasione gli ingegneri Vinci e Oliverio si allontanarono troppo dalle loro truppe e furono fatti prigionieri dalla cavalleria altamurana.
La sera dell'8 maggio, Ruffo ordinò al comandante Giambattista De Cesari e al brigadiere De Sectis di partire quella notte stessa con il resto della truppa di linea e con una porzione delle truppe irregolari per "restringere il blocco di Altamura" e di aspettare fino a che Ruffo stesso non fosse giunto in Altamura; sennonché, tutto il resto delle truppe irregolari e moltissime persone accorse dai paesi vicini, vedendo partire De Cesari e De Sectis e sperando di approfittare del saccheggio di Altamura, si unirono a loro. In tal modo il cardinale Ruffo rimase in Matera con soli 200 uomini della linea e un picchetto di cavalleria.
La mattina del 9 maggio fu avvistato fuori dalle mura di Altamura un immenso stuolo di sanfedisti. In quella stessa mattina sopraggiunse anche Ruffo, il quale cominciò a decidere da quale parte conveniva portare l'attacco principale. Non molto tempo dopo gli occupanti cominciarono a sparare vari colpi di cannone, e i due schieramenti aprirono il fuoco.

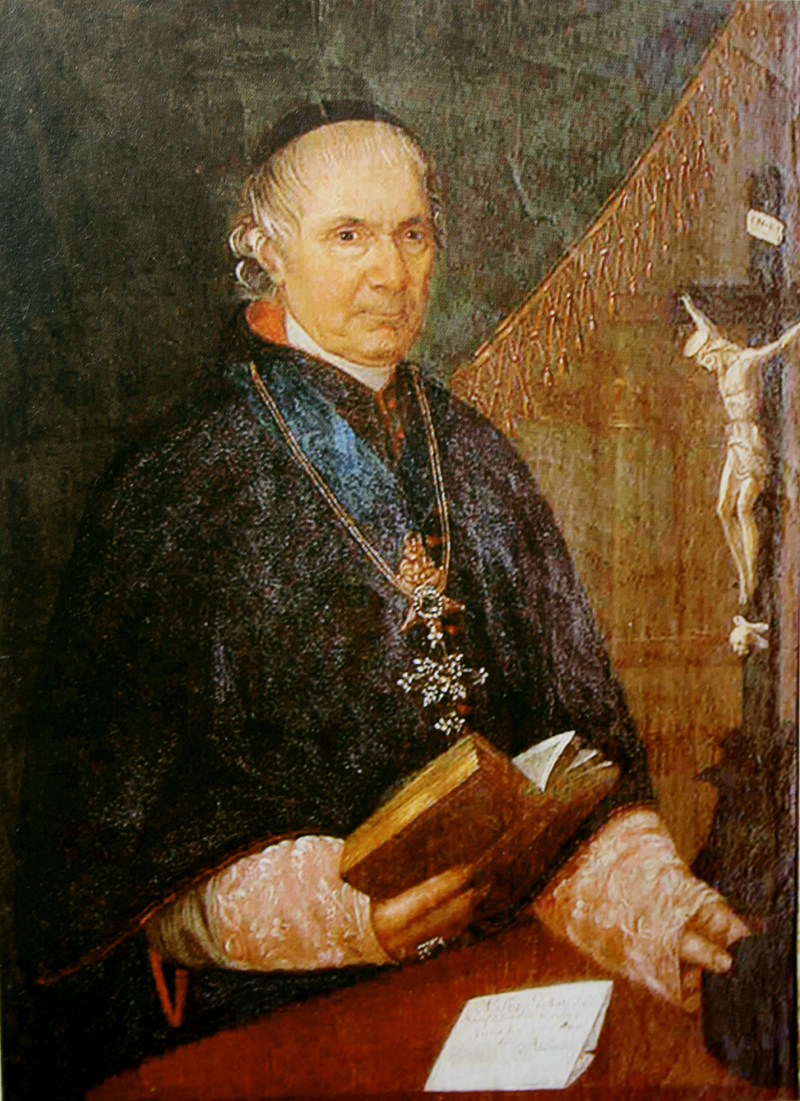
Il primo vescovo di Altamura e arciprete della Cattedrale di Altamura Gioacchino de Gemmis, uno dei protagonisti della Rivoluzione altamurana

L'arciprete della Cattedrale di Altamura, monsignor Gioacchino de Gemmis, si recò egli stesso, rischiando la vita invano, dal cardinale Fabrizio Ruffo chiedendo il generale indulto.
Le perdite tra i sanfedisti furono consistenti, tanto che Fabrizio Ruffo a un certo punto pensò di abbandonare il proposito di prendere Altamura. De Cesari, però, lo persuase a non abbandonare la posizione e a proseguire. Nel corso dei combattimenti, stando a quanto riportato Domenico Sacchinelli, il fatto che gli altamurani cominciarono a sparare dai loro cannoni monete e ferraglia varia (episodio confermato anche da altre cronache) fece comprendere a Ruffo che la resistenza della città non sarebbe durata a lungo.
Il generale del "Governo Dipartimentale del Bradano" Felice Mastrangelo e il relativo commissario Nicola Palomba valutarono che Altamura non poteva più difendersi. Allora il generale Mastrangelo, temendo che i prigionieri potessero svelare al cardinale i capi e i fatti del governo repubblicano, ordinò ad alcuni componenti del loro seguito (non altamurani) la fucilazione di tutti i prigionieri (che erano stati rinchiusi nel refettorio del convento dei Padri Francescani). Luca de Samuele Cagnazzi definisce Palomba e Mastrangelo "gente ignorante, turbolenta, sanguinaria ecc. che invece di poter accreditare il sistema repubblicano lo discreditava colle azioni". Vitangelo Bisceglia, nella sua cronaca, fornisce una descrizione minuziosa del loro comportamento (sebbene potenzialmente faziosa), e descrizioni negative del loro carattere e dei loro comportamenti vengono fornite anche da altre fonti. Dopodiché il commissario Palomba e il generale Mastrangelo fuggirono col loro seguito, lasciando la città al suo destino.

### La fuga
Alle ore 22:30 del 9 maggio si decise di far evacuare gli altamurani da un porta non presidiata dai nemici, ossia porta Bari. Secondo la cronaca del Genco, l'evacuazione ebbe luogo a mezzanotte circa (tra gli altamurani in fuga probabilmente vi era anche Saverio Mercadante, che all'epoca aveva 4 anni). Gli altamurani erano pronti a combattere col nemico per aprirsi un varco, ma notarono che stranamente potettero passare senza combattere. Non tutti, però, riuscirono fuggire dalla città perché non vollero o non poterono andarsene.

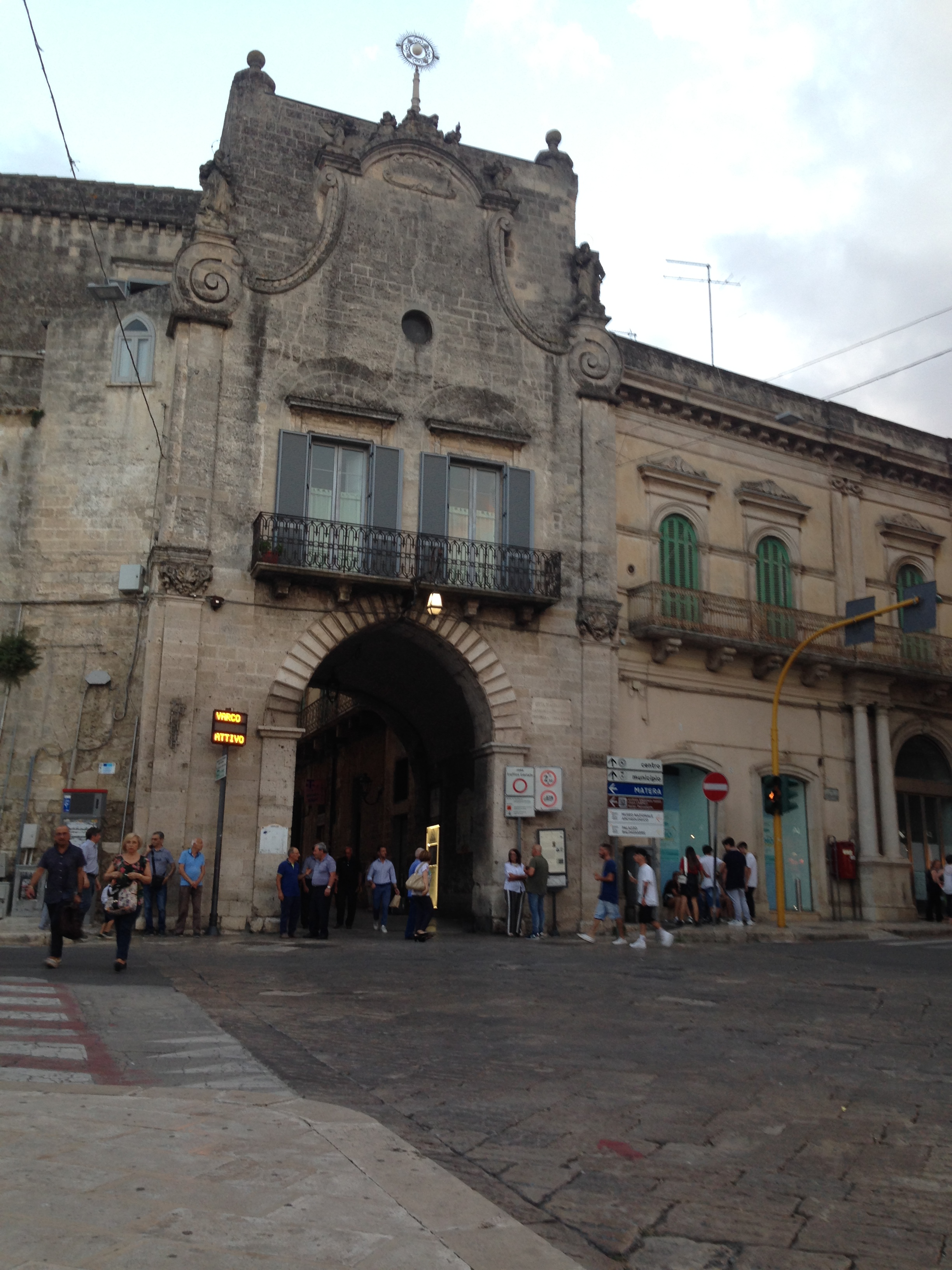
Porta Bari - La porta attraverso cui gli altamurani riuscirono a fuggire. All'epoca la porta era parte della cinta muraria, buttata a terra quasi del tutto nel corso dell'Ottocento. Fuori dalle mura c'era solo prato, e qualche chiesa o monastero sparsi (si veda l'illustrazione di Cesare Orlandi).

A tal proposito Domenico Sacchinelli, che seguì da vicino le decisioni di Fabrizio Ruffo, scrisse che Ruffo, dopo aver compreso che gli altamurani non avevano più munizioni e che non avrebbero ceduto, onde evitare spargimenti di sangue fece sgombrare le truppe da porta Bari (che Sacchinelli impropriamente chiama porta Napoli), al fine di consentire loro di fuggire. Sacchinelli continua affermando che Fabrizio Ruffo dispose tutte le truppe su "largo del Calvario" e le fece stazionare in quel posto facendole sdraiare per terra coi fucili tra le braccia.
Alle 4 circa di mattina del 10 maggio, una pattuglia di cacciatori, meravigliandosi del silenzio e della quiete, si avvicinò a Porta Matera. Notando che la porta non era presidiata, ebbero l'idea di darle fuoco. Prima dell'alba Ruffo diede ordine ad alcune compagnie di entrare attraverso la porta incenerita. Fu grande la sorpresa nello scoprire che dentro la città non vi erano più abitanti, a eccezione di qualche malato abbandonato. Il sanfedista Vincenzo Durante, invece, racconta che i combattimenti proseguirono anche dopo che i sanfedisti furono penetrati nella città; i ribelli "continuarono il fuoco fino all'ultimo fiato, e sino a tanto, che il signor De Cesari colla cavalleria non gl'investì, facendo di loro un macello".
Secondo quanto scritto da Sacchinelli, il proposito iniziale di Ruffo era quello di non saccheggiare la città, ma di richiedere il pagamento di una somma di denaro. Ciononostante, le truppe fecero una macabra scoperta, ossia scoprirono che i prigionieri sanfedisti e alcuni realisti altamurani (cioè gli altamurani fedeli al re) erano stati incatenati, fucilati e ammassati nel refettorio del convento dei Padri Francescani (secondo Sacchinelli erano 48). Quasi tutti erano morti, mentre pochi giacevano moribondi. Tra questi fu trovato moribondo Raffaele Vecchioni, il quale fu curato e visse ancora per parecchi anni. Sopravvissero solo tre prigionieri, de Marzio, il frate Lomastro e Raffaele Vecchioni i quali, come previsto dal commissario Palomba e dal generale Mastrangelo, raccontarono ai sanfedisti i dettagli sui capi e sui fatti del governo repubblicano.
Secondo Sacchinelli, la macabra scoperta infervorò gli animi delle truppe, tanto che Fabrizio Ruffo a malapena poté controllarle e non poté impedire il saccheggio e l'uccisione dei pochi temerari rimasti. Secondo altri testimoni, il saccheggio fu ingente e messo in atto ben prima che le truppe scoprissero la fine dei prigionieri. Quasi tutte le case furono depredate e incendiate, anche a causa della grande quantità di popolani sopraggiunti dalle vicine città proprio per il bottino. Vitangelo Bisceglia afferma che "cercò il vigilante Cardinale Ruffo di metter freno a quelle rapine; diede anche gli ordini che si fossero risparmiate le chiese, e limitò il tempo al saccheggio; ma i suoi comandi non furono curati, né vi era chi potess'esigere l'osservanza, perché tutti ne vollero profittare"
La permanenza di Ruffo durò 14 giorni, caratterizzati da terrore e desolazione, durante i quali Altamura vide svanire il suo fugace sogno di libertà. La tenacia e la resistenza opposta dai cittadini fino allo stremo, a memoria di tale impresa, le venne conferito il titolo di Leonessa di Puglia.
Durante quei 14 giorni, la popolazione altamurana cominciò gradualmente a ritornare. Prima ritornarono le donne, le quali, sortirono uno strano effetto sui sanfedisti. Secondo quanto scritto da Sacchinelli, le altamurane (non tutte) si prostituirono con i sanfedisti, i quali d'un tratto si addolcirono, dimenticarono l'odio e la guerra. Al momento della partenza, tutti i comandanti e l'ispettore della guerra dovettero andare personalmente nelle singole case per distaccare i sanfedisti e ripartire. Secondo quanto scrive il Sacchinelli, tutti i proventi del saccheggio e persino le paghe dei sanfedisti restarono ad Altamura. Che i proventi del saccheggio siano rimasti in Altamura risulta improbabile, considerato l'elevato numero di persone che sopraggiunse in Altamura dalle limitrofe regioni proprio per il bottino.
Successivamente tornarono anche gli uomini. Secondo quanto scrive l'anonimo altamurano, Ruffo prima fece pubblicare il perdono generale, per far tornare gli altamurani; successivamente, una volta che tutti erano ritornati, incarcerò 200 persone circa, e alcuni con grosse somme di denaro si liberarono di soppiatto. I rimanenti, invece, in parte finirono nel castello di Melfi e in parte nel Forte di Brindisi e rimasero in galera un anno e due mesi. Dopodiché il re fu costretto a concedere l'amnistia generale secondo quanto previsto dalla pace di Firenze e tutti i prigionieri giacobini tornarono a casa. Vincenzo Vicenti, nei suoi Medaglioni altamurani, rintracciò anche alcune persone, come ad esempio Giuseppe Cicorella, finite nell'isola e carcere di Santo Stefano. Secondo quanto riportato da Vitangelo Bisceglia, "chi non si presentò subito, o si nascose, fu immune dall'arresto".
Ruffo impose per la città di Altamura una contribuzione di 50000 ducati (poi ridotti per grazia del re), e a 10000 tomoli di grano (anch'essi ridotti a 1000). Lo stesso Ruffo lasciò inoltre una guarnigione di più di 200 uomini nella città prima di partire.

## L'Albero della libertà
Secondo le fonti, il lombardo Attanasio Calderini fu il principale fautore della piantumazione dell'Albero della libertà. I testimoni raccontano che si recò di persona in campagna per cercare un albero adatto e, in contrada San Tommaso (grave Ruggeri), ne aveva fatto recidere uno e trasportare in città a sue spese; intorno all'albero aveva ballato e cantato canzoni contro il re e sulla libertà e l'uguaglianza insieme a quelli che l'avevano aiutato. Vitangelo Bisceglia specifica che si trattava di un grosso salice.
L'albero fu trasportato in largo San Domenico (nello spiazzo antistante alla chiesa di San Domenico) dove ci fu una cerimonia "con l'intervento de' due Cleri e col canto del Te Deum". Lo stesso albero fu successivamente piantato nella piazza del mercato di Altamura e, con l'arrivo di Fabrizio Ruffo e dei sanfedisti, fu sostituito da una croce.
Come raccontato dal filoborbonico Vitangelo Bisceglia, l'8 maggio, nei giorni in cui un gruppo di calabresi fu inviato da Ruffo per un'ispezione di Altamura, un uomo "sotto l'apparenza di zingaro, e forse lo era, si presentò in Altamura". Palomba ordinò l'arresto e l'immediata fucilazione dello zingaro sotto l'albero della libertà in piazza del mercato.

## I sanfedisti
L'esatta quantità di sanfedisti non è nota, tenendo anche conto che ai sanfedisti si aggiunsero anche molte persone dei paesi vicini, interessate solo al bottino e giunte non appena giunse voce di un'imminente capitolazione. Si può comunque affermare che dovessero essere almeno 12000. L'anonimo altamurano dice che "il numero di detta gente potea calcolarsi dall'estensione di circa tre miglia di strada".

## I morti
La storiografia ha appurato come le morti furono di molto sbilanciate dalla parte dei sanfedisti. Infatti i morti tra le file dei sanfedisti furono circa 1400, mentre il registro dei morti della Cattedrale di Altamura e della chiesa di San Nicola dei Greci segnava solo 37 morti tra gli altamurani. Anche ipotizzando che una parte delle morti non sia stata registrata subito, i numeri restano comunque contenuti. Tale circostanza è confermata anche dalla cronaca del Genco, il quale afferma che fino alla sera del 9 maggio (sera in cui gli altamurani scapparono) i sanfedisti avevano ucciso solo 3 altamurani a fronte di 1400 sanfedisti uccisi dagli altamurani.
Il valore dimostrato dagli altamurani non deriverebbe tanto dalla perdite, che furono contenute, ma dal coraggio a dalla tenacia dimostrati. Se gli altamurani non fossero riusciti a scappare da porta Bari, i sanfedisti (a malapena controllati dal cardinale Ruffo) non avrebbero esitato a fare una carneficina. Il valore degli altamurani era noto al cardinale Fabrizio Ruffo, che temeva la "terribile Altamura".
È stato ipotizzato e appare verosimile che solo una piccola parte delle morti sia stata registrata. Lo storico locale Vincenzo Vicenti ha fatto notare che furono certamente di più dei 37 e che alcuni corpi di altamurani, cadendo dalle mura o per altre ragioni, furono ammassati insieme ai sanfedisti nei sotterranei e nelle cantine di molte abitazioni e non furono registrati. La notizia è confermata anche dal manoscritto anonimo, trascritto dal sig. Giovanni Labriola. Alla luce di ciò, quantificare il numero dei morti altamurani risulta impresa difficile, considerando anche che la popolazione di Altamura era aumentata fino a 24 000 abitanti circa a causa dei repubblicani fuggiaschi di Puglia e Basilicata che avevano trovato rifugio ad Altamura (si veda anche l'evoluzione demografica di Altamura). Questi fuggiaschi probabilmente combatterono anche loro e forse i morti tra le loro file non furono contati.
A titolo di esempio, lo storico locale Vincenzo Vicenti, nella sua opera Medaglioni altamurani del 1799, rintraccia il nominativo di un altamurano - Domenico Frizzale - morto e non registrato in nessuno dei due registri dei morti di cui sopra.
Il tenente colonnello sanfedista Domenico Petromasi, che scrisse la sua Storia nel 1801, racconta che i morti tra i sanfedisti furono pochi, ma molti furono i feriti. Inoltre afferma che i morti tra gli altamurani furono ben maggiori dei morti tra i sanfedisti.
Il filoborbonico Vitangelo Bisceglia racconta come il numero degli uccisi di parte non sanfedista "non fu maggiore di sessanta". Inoltre, "si è detto da taluni che vi era ordine di passare a fil di spada tutta quella popolazione, d'incendiare le abitazioni, e di distruggere, ma chi l'ha asserito, non ostante che fosse addetto all'armata reale,
ha fatto ingiuria alla umanità del cardinal Ruffo.".
Per quanto riguarda i morti di parte sanfedista, oltre ai morti durante il combattimento, sono da considerare anche i prigionieri fucilati per ordine del generale Felice Mastrangelo, prima di fuggire dalla città di Altamura insieme a Nicola Palomba. Luca de Samuele Cagnazzi (1764-1852) riporta anche che i prigionieri calabresi erano "circa una decina". Il filoborbonico Vitangelo Bisceglia nella sua Cronaca (1800) racconta anche che l'8 maggio, allorché un gruppo di calabresi fu inviato da Ruffo per un'ispezione dell'area di Altamura, un uomo "sotto l'apparenza di zingaro, e forse lo era, si presentò in Altamura". Palomba ne ordinò l'arresto e l'immediata fucilazione sotto l'albero della libertà.

## L'opera di monsignor Gioacchino de Gemmis
Il primo vescovo di Altamura, prelato nullius e arciprete della Cattedrale di Altamura Gioacchino de Gemmis si distinse per il suo autentico spirito pastorale. Assecondò sempre gli altamurani, prima prendendo parte alla cerimonia di piantumazione dell'albero della libertà e cantando un Te Deum di ringraziamento quella sera stessa in cattedrale.
Durante gli scontri si recò egli stesso da Ruffo, chiedendo invano l'indulto e rischiando in tal modo la sua vita. A differenza di quanto accadde con Raffaele Vecchioni e gli ingegneri Vinci e Oliverio, a Gioacchino de Gemmis fu consentito di ritornare.
Un altro suo grande merito, essendo terlizzese, fu quello di far accogliere a Terlizzi gli altamurani che erano fuoriusciti la notte del 9 maggio.

## Il ruolo dell'università
Determinante fu, secondo alcune fonti, il ruolo dell'Università degli Studi di Altamura nella preparazione di quel terreno che sarà la base delle idee di libertà della Rivoluzione altamurana. A differenza di altre città vicine, come ad esempio Matera, (anche in quella città fu piantato l'albero della libertà), nella città di Altamura la veemenza della partecipazione fu forse maggiore, perché gli insegnanti e gli studenti dell'università avevano la cultura (umanistica e scientifica) per comprendere meglio la legittimità degli ideali di libertà in questione. Avendo Altamura un'università, il numero di persone istruite (tra insegnanti e studenti) era sicuramente molto maggiore che altrove, e questo influì molto. Inoltre la loro funzione fu anche quella di tenere lunghe arringhe e istruire il popolo sugli avvenimenti e su ciò per cui si combatteva, motivandola in tal modo. Questo sicuramente contribuì al maggiore sforzo e determinazione degli altamurani, i quali, a differenza di Matera, Modugno e altre città pugliesi, uccisero ben 1400 sanfedisti ed evitarono fino all'ultimo la capitolazione.
Giuseppe Bolognese fa notare che già molto tempo prima della Rivoluzione francese e della soppressione dei privilegi feudali (4 agosto 1789), gli scritti dei meridionali Pietro Giannone e Antonio Genovesi (Meditazioni filosofiche sulla religione e sulla morale) ne avevano già affermato l'illegittimità. Gli scritti degli autori sopracitati assieme agli scritti di altri autori illuministi meridionali quali La scienza della legislazione di Gaetano Filangieri e Saggi politici dei principii, progressi e decadenza della società di Francesco Mario Pagano appaiono tutti molto prima della Rivoluzione francese.

## La popolazione altamurana
Secondo quanto riportato dall'anonimo altamurano (forse filoborbonico, ma critico di entrambe le parti), la popolazione aveva compreso bene le ragioni dietro cui si combatteva. A differenza dei sanfedisti (i quali erano mercenari pronti a disertare non appena si fossero arricchiti), gli altamurani erano animati da ideali di uguaglianza ed emancipazione popolare. Inoltre essi si battevano non solo per l'uguaglianza coi nobili in tema di diritti civili, ma anche per una spartizione o riduzione dei latifondi e per una redistribuzione della ricchezza. A tal proposito l'anonimo altamurano scrive:
Gli Ateniesi colle Leggi dell'Ostracismo esiliavano dalla Città i più doviziosi, affinché non si fossero resi dispotici colla forza dell'oro, ma i nostri bramavano decimare i beni de' doviziosi, non solo per abbassare l'orgoglio del dispotismo, ma ben anche per renderli ugualmente servi della fatica. Essi furono delusi, e tornarono a ripigliare col solito calore le industrie, e la vanga. Essendo mal intenzionati del loro pensare vollero vendicarsi di accusare alcuni di ideati delitti di Giacobini.»
(Dalla narrazione dell'anonimo altamurano)
Anche Luca de Samuele Cagnazzi riporta alcuni dettagli sullo stato d'animo della popolazione in quei concitati mesi: 
(Lamiavita, p. 17)

## Considerazioni metodologiche
Sebbene oggigiorno quasi tutti concordino con gli ideali repubblicani di libertà e uguaglianza propugnati dalla Rivoluzione francese (1789) e di riflesso dalla Rivoluzione altamurana (1799), l'analisi storiografica non può prescindere dall'imparzialità e dalla neutralità.
Scrittori ottocenteschi come Pietro Colletta, Carlo Botta e Vincenzo Cuoco, erano interessati a propagandare e a diffondere gli ideali illuministici della Rivoluzione francese e a tale scopo non esitavano a demonizzare il nemico e a pubblicare contenuti inattendibili o non verificabili, soprattutto a causa delle notevoli difficoltà di consultare testimonianze, fonti e archivi all'epoca nel Regno di Napoli. Le troppe leggende sul cardinale Fabrizio Ruffo da un lato potrebbero aver avuto una certa utilità ai fini della diffusione delle dottrine di libertà e uguaglianza, mentre dall'altro, come Ottavio Serena fa notare, avrebbero screditato la ricerca storica facendo dubitare degli eventi che invece erano veri su Ruffo e i sanfedisti. In particolare Ottavio Serena afferma che "bastano i fatti veri per farci esecrare la memoria del Ruffo; non v'è bisogno di crearne altri che potrebbero, per la loro esagerazione ed inverisimiglianza, far dubitare dei veri". Ottavio Serena fu anche uno dei primi ad applicare i metodi della moderna indagine storiografica agli eventi del 1799, prediligendo memorie di individui presenti ai fatti del 1799 e che in quello stesso anno o dopo li registrarono.

## Interpretazioni
La Rivoluzione altamurana, come tutti gli eventi storici, è stata interpretata in modo diverso, a seconda del periodo storico e dell'appartenenza politica. Com'è noto, infatti, le interpretazioni della storiografia non sono statiche, ma subiscono l'influenza del periodo storico in cui si vive e dell'appartenenza politica e convinzioni di ciascuno. Benedetto Croce nella sua Storia del Regno di Napoli afferma che la storia non di rado "appare alterata da un errore di prospettiva, in verità non infrequente".
Nel corso dell'Ottocento e anche del Novecento ha prevalso un'interpretazione tesa a mettere in risalto gli ideali di libertà e uguaglianza (ai fini della loro diffusione) e l'anticlericalismo nell'odio contro il cardinale Ruffo, che aveva creato un esercito sanguinario sfruttando l'influenza del suo abito; d'altro canto molti protagonisti della rivoluzione erano essi stessi prelati o arcidiaconi. Schieramenti opposti, invece, dipingevano Ruffo come il "Garibaldi borbonico". Oggi, la distanza temporale dalla rivoluzione (più di duecento anni) consente un giudizio più pacato e sereno di quei fatti. Praticamente sconosciute nel corso dell'Ottocento, le Memorie di Domenico Sacchinelli sono state rivalutate e parzialmente riabilitate nella loro attendibilità, seppur con qualche riserva. Agli inizi del XXI secolo (con l'avvento del terrorismo e del fondamentalismo di matrice islamica), l'anticlericalismo sembra essersi assopito a partire da Papa Francesco, rispetto al forte anticlericalismo contro la Chiesa oscurantista dell'Ottocento e Novecento, molto diversa da quella odierna.

## Il ruolo del cardinale Ruffo

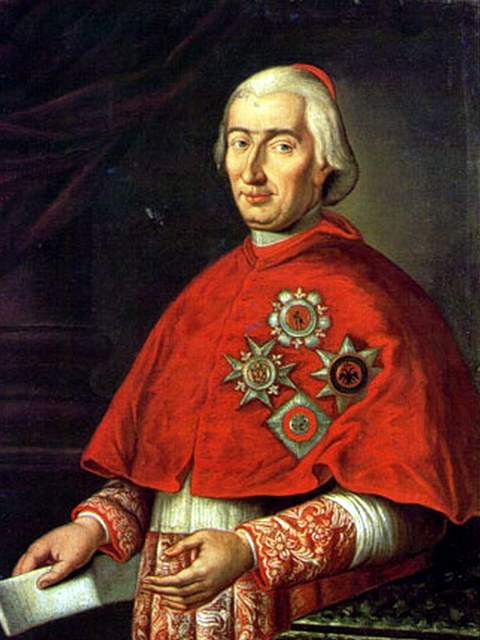
Il cardinale Fabrizio Ruffo

Il ruolo e le descrizioni del cardinale Fabrizio Ruffo, a capo dell'Esercito della Santa Fede tendono a essere, relativamente ai fatti di Altamura, diverse a seconda dell'orientamento politico dei cronisti. In particolare, le fonti più spiccatamente giacobine tendono a dipingere Ruffo come una persona priva di scrupoli, malvagia e intransigente. Al contrario, le fonti sanfediste e filoborboniche tendono a escluderne la responsabilità e persino a esaltarlo. Indubbiamente Ruffo, durante i fatti del 1799, mostrò un comportamento molto diverso rispetto a quello che teneva solitamente.
Probabilmente fu lui a uccidere a sangue freddo il giovane Giovanni Firrao ma, secondo fonti filoborboniche, seppe anche evitare alcune conseguenze nefaste come lo stupro o l'uccisione delle religiose che avevano lasciato il monastero del Soccorso e di alcune nobildonne. Vitangelo Bisceglia, infatti, afferma che Ruffo, già nei primi istanti, ordinò che le monache e alcune gentildonne fossero spostate nella "casa di Montecalvario", al fine di risparmiarle dalle violenze. Lo stesso Bisceglia spiega come Ruffo in quei frangenti non aveva controllo delle sue truppe, dal momento che non erano truppe regolari e ognuno pensava a depredare quanto più poteva:
(Bisceglia, p. 392)
Ad esempio, l'anonimo altamurano racconta che alcune ragazze nubili "che andavano per la campagna", furono fatte prostituire (e forse temporaneamente sequestrate), come se fossero alcune decrepite della ciurma, e sembra improbabile che Ruffo non si sia accorto di nulla. Inoltre l'anonimo altamurano racconta che Ruffo "fece pubblicare un generale perdono che tutti si fussero ritirati" e, una volta ritornati, ne imprigionò circa duecento, non mantenendo fede alla sua promessa.
Come raccontato nella sua autobiografia, Cagnazzi incontrò Ruffo ben due volte, una volta a Venezia e un'altra a Roma e in entrambi i casi Cagnazzi lo descrive come una persona magnanima e cordiale. Mentre si trovava a Roma (1800), Cagnazzi chiese a Ruffo se era rischioso ritornare nel Regno di Napoli, dal momento che molti che erano stati graziati da Ruffo furono poi inquisiti dalla giunta a Napoli. In tale occasione, Ruffo disse a Cagnazzi che quanto detto era vero, ma che lui era "un galantuomo e non un traditore".
Degna di nota è anche l'osservazione di Cagnazzi:
(Lamiavita, p. 20)

## Gli ingegneri Vinci e Oliverio
Le cronache del 1799 riferiscono che al seguito di Ruffo vi erano quattro ingegneri militari sanfedisti. Due di questi, Vinci e Oliverio nonché il figlio di quest'ultimo, furono catturati e fucilati proprio ad Altamura. Il filoborbonico Vitangelo Bisceglia parla di un ingegnere calabrese che aveva il compito di studiare la topografia di Altamura e che fu catturato nei pressi della masseria dei Padri Agostiniani.
(Bisceglia, pp. 372-373)
Catturati, i prigionieri raccontarono i propositi di Ruffo di attaccare Altamura e, a conferma di ciò, alcune lettere di Ruffo furono trovate nel portafoglio dell'ingegnere. Lo stesso Ruffo nel Collegio Clementino studiò strategia e tecniche dell'artiglieria e inventò dei "fornelli per sparare più agevolmente dalle bocche di fuoco".
I rilievi che i due ingegneri Giuseppe Vinci e Giuseppe Oliverio e il figlio di quest'ultimo si apprestavano a effettuare con il loro "apparato di belli strumenti matematici e del mestiere" sarebbero stati di non poca utilità ai fini dell'attacco alla città. In particolare, come testimoniato da Vitangelo Bisceglia, i sanfedisti in occasione dell'attacco non conoscevano la conformazione topografica e del muro di cinta e si posizionarono nella posizione più svantaggiosa per la presa della città.
Al contrario, la parte delle mura tra la porta del Carmine e porta Santa Teresa risultava essere la più debole, "dove le mura erano molto basse e di facile salita": se l'attacco fosse stato sferrato da quella posizione, ci sarebbero state maggiori perdite tra gli altamurani e minori perdite tra i sanfedisti e la città avrebbe probabilmente capitolato prima.

## L'attendibilità di Domenico Sacchinelli
L'attendibilità del racconto fornito da Domenico Sacchinelli nelle sue memorie Sulla vita del cardinale Fabrizio Ruffo (1836) è stata oggetto di dibattito tra gli storici. Nella sua opera sono rinvenibili numerose inesattezze, e tentativi di edulcorare la figura di Fabrizio Ruffo. In particolare, Ottavio Serena fu tra i suoi maggiori critici, facendo notare alcune incongruenze nel suo racconto.
Serena fa notare la presenza costante e quasi sistematica di errori sui nomi, sulle date e sui luoghi. Inoltre, Sacchinelli afferma che Fabrizio Ruffo fece di proposito sgomberare le truppe da porta Bari, al fine di far fuggire i repubblicani; ma questo dettaglio non sembra coerente con il comportamento tenuto da Ruffo durante il combattimento, essendo più probabile che lo scopo di Ruffo fosse piuttosto la resa incondizionata dei ribelli.
Sacchinelli afferma che, quando i sanfedisti entrarono in Altamura (da Porta Matera), fu grande la sorpresa nello scoprire che gli altamurani erano scappati; ma questo sentimento di sorpresa non si spiegherebbe se davvero Ruffo avesse di proposito consentito agli altamurani di scappare.
Inoltre, non vi è menzione dei combattimenti che continuarono anche in corrispondenza dell'entrata dei sanfedisti e che questi avanzavano "palmo a palmo"; parla, invece, dei combattimenti all'interno della città il sanfedista Vincenzo Durante.
Altre critiche mosse da Serena nei confronti del racconto di Sacchinelli sono legate all'uccisione di Giovanni Firrao. In particolare, secondo Ottavio Serena, il fatto che Sacchinelli fornisca le iniziali dell'uccisore (un certo G.L.) indicherebbe l'intenzione di celare il reale esecutore dell'uccisione, che secondo Serena era Ruffo stesso. Sempre secondo Serena, Domenico Sacchinelli aveva "interesse a spargere per lo meno il dubbio intorno a un fatto che, ove un giorno fosse stato svelato, avrebbe mostrato quale cuore di tigre chiudesse nel petto Fabrizio cardinal Ruffo".

## Il contributo di Ottavio Serena

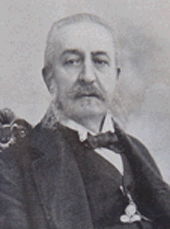
Il barone Ottavio Serena

Lo storico italiano Ottavio Serena (1837-1914) fu uno dei primi a studiare in modo rigoroso gli avvenimenti della rivoluzione. Dimostrò peraltro le sue abilità in campo storico anche per altre questioni (sempre storiche) relative alla città di Altamura, come ad esempio la questione dei toponimi Petilia e Altilia; in qualche caso, però, il suo approccio è stato giudicato eccessivo, e in particolare fu lo storico locale Tommaso Berloco (1985) a muovere alcune critiche rimproverandogli un certo "eccesso di positivismo".

## Gli aneddoti leggendari
Oltre alla storia delle clarisse violentate e uccise di cui si è già parlato sopra, ci sarebbero altri aneddoti leggendari, privi di veridicità e attendibilità.

### L'invulnerabilità di Ruffo
Quando la mattina del 9 maggio il cardinale Ruffo giunse ad Altamura sul suo cavallo arabo di colore bianco, gli altamurani lo riconobbero e cominciarono a sparare con le mitraglie contro di lui. Mentre Ruffo esaminava la situazione col suo occhialetto, i colpi fischiavano in aria sul suo capo. Allora Ruffo scherzando disse a quanti lo circondavano: "Slargatevi perché a me le palle non colgono, e mi dispiacerebbe se alcuno di voi venisse offeso". L'espressione "a me le palle non colgono" fece credere a qualcuno che Ruffo fosse inciarmato, che in dialetto calabrese significa "protetto da incantesimo".

### Il tradimento
Secondo questa leggenda, alcuni sanfedisti convinsero un cittadino altamurano a far aprire una "porticina" di accesso del muro di cinta. Attraverso questa, i sanfedisti riuscirono a entrare in città. La leggenda si presenta in alcune varianti, tutte confutate dallo storico Vincenzo Vicenti.
La narrazione in questione è puramente leggendaria. Non ci fu mai nessun tradimento. Di tradimento parlarono piuttosto i calabresi, i quali venivano adescati da bandiere bianche sul davanzale di una finestra aperta sulle mura. Una volta avvicinatisi alle mura, venivano uccisi dai tiratori altamurani.
Durante il cosiddetto "sventramento odonomastico" degli inizi del Novecento (1901), i longevi nomi di molte strade e piazze di Altamura furono sostituiti da nomi dei protagonisti del Risorgimento o del 1799. In tale occasione, claustro Cherubino Giorgio si trasformò in claustro del Tradimento, nome che ancora oggi mantiene nonostante la storiografia (in particolare il lavoro dello storico Vincenzo Vicenti) abbia già da tempo decretato il carattere puramente leggendario del racconto.

### Lo stupro e l'uccisione delle clarisse

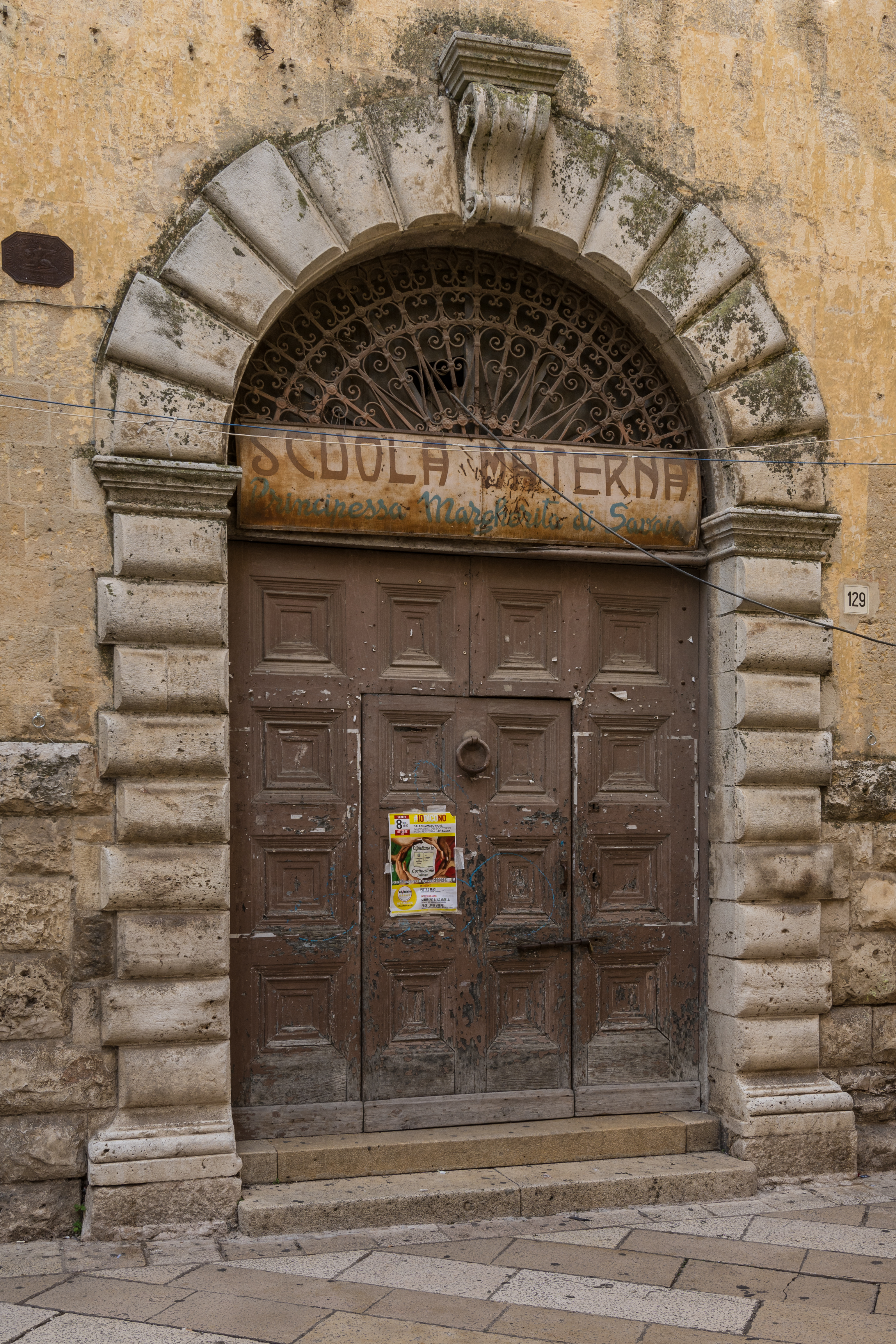
L'entrata del monastero del Soccorso (Altamura)

Lo stupro e uccisione di quaranta clarisse del monastero del Soccorso di Altamura per opera delle truppe sanfediste non corrisponderebbe a verità e lo si ritrova in fonti postume, poco attendibili o addirittura romanzesche. La narrazione compare nel manoscritto della Biblioteca Richelieu (a Parigi), postumo e pieno di incongruenze con altre fonti ben più attendibili. Probabilmente si tratta di un falso. Vero è, però, che le monache furono oltraggiate nel loro voto di clausura. Nella narrazione di Giovanni La Cecilia si fa addirittura riferimento a un convento di Orsoline, mai esistito ad Altamura. La storia è stata confutata anche da Ottavio Serena.
Vitangelo Bisceglia riporta che Nicola Palomba, come atto di riconoscimento delle libertà accordate in democrazia, entrò nel monastero del Soccorso e intimò di considerare il monastero come un "volontario ritiro"; in altre parole, le monache non dovevano più essere costrette a viverci, ma dovevano essere libere di entrarci e uscirci a loro piacimento. Secondo quanto riportato da Bisceglia, le monache rimasero "atterrite" e rimasero tutte all'interno del monastero, fatta eccezione per una certa D. Celestina Viti, la quale dovette uscire per motivi familiari. Inoltre, "la lastra di ferro, situata alla grata della fondazione del monastero" fu tolta.
Poco dopo, le monache decisero di abbandonare il convento e mettersi in sicurezza nelle case dei rispettivi parenti e non può escludersi che qualcuna di queste monache possa aver subito violenza ad opera dei calabresi durante l'assalto alla città (anche se Ruffo aveva provveduto affinché "le claustrali" occupassero la casa di Montecalvario, all'esterno della città). Durante il combattimento, la parte superiore del monastero fu occupata da molte persone armate, essendo il luogo migliore da cui colpire il nemico, e da lì spararono fucilate e colpi di cannone. I calabresi credettero allora (e continuarono a crederlo anche in seguito) che fossero le monache a sparare. I sanfedisti Antonino Cimbalo e Domenico Petromasi scrivono, a tal riguardo, che due dei tre monasteri di monache di Altamura, "erano ricoverti di vergognosa ignominia, bell'a tacersi".

### L'uccisione di Giovanni Firrao
L'uccisione del giovane Giovanni Firrao, figlio dell'ex-sindaco di Matera Marzio e di un'altamurana di nome Cornelia Azzilonna, è realmente accaduta, ma resta ignota l'identità dell'assassino. Secondo quanto riporta Domenico Sacchinelli, il giovane fu trovato nascosto nella città di Altamura dai sanfedisti e fu trascinato al cospetto di Ruffo. Mentre si metteva in posizione di supplica davanti a Ruffo, un parente dell'ingegnere Olivieri (fatto prigioniero e ucciso dagli altamurani) volle vendicarsi e gli sparò. Domenico Sacchinelli scrisse che l'assassino era un certo G.L. (sono fornite solo le iniziali).
Secondo lo studioso Giuseppe Bolognese, la versione di Sacchinelli sarebbe confermata dalla cronaca del Genco, il quale parla della cattura di un ingegnere di Sant'Agata di Sinopoli (forse Sant'Agata del Bianco) che "seco avea condotto un giovane figlio e sei altri patriotti...".
Domenico Sacchinelli fornisce solo le iniziali del presunto assassino; le ragioni di ciò non sono ancora chiare. Forse voleva proteggere l'identità dell'assassino per paura di una vendetta oppure si tratta di una menzogna. A tal proposito, Ottavio Serena (il quale ben conosce e utilizza i metodi della moderna indagine storiografica) nel 1863 racconta una storia diversa. Serena asserisce di aver udito le testimonianze di coloro che furono presenti e, più di tutto, la testimonianza del fratello dell'ucciso, che all'epoca di Serena era ancora vivo. Queste testimonianze asserivano che a uccidere il giovane era stato Ruffo in persona. La versione è confermata anche dall'anonimo altamurano e dalla cronaca del Rotunno, entrambe attendibili.
Secondo quanto riportato da Ottavio Serena, il giovane Giovanni Firrao scappò da Matera con suo padre e i suoi fratelli per via dei suoi capelli rasi alla giacobina e del suo abbigliamento in stile dei giacobini di Napoli. Essi si rifugiarono in Altamura. Una volta che Ruffo entrò in città, forse spinto dai materani, fece cercare dappertutto Giovanni Firrao, il quale cercò di nascondersi e si mise un codino posticcio per evitare di essere riconosciuto. Una volta trovato, egli fu trascinato con suo padre e i suoi fratelli al cospetto di Ruffo il quale, avendo notato che il codino del giovane era posticcio, estrasse la pistola e lo uccise di persona sotto gli occhi del padre e dei fratelli.
Inoltre Ottavio Serena fa notare come la versione di Sacchinelli sia inverosimile, dal momento che sbaglia le generalità della persona uccisa: non era il vecchio conte Filo ma il giovane Giovanni Firrao. Inoltre Giovanni Firrao era inginocchiato di fronte al cardinale Ruffo e se qualcuno gli avesse sparato da quella posizione, avrebbe rischiato di colpire Ruffo stesso. Secondo lo stesso Serena, Sacchinelli dimenticò e confonde parecchi avvenimenti e nome, ma sembra ricordare bene l'evento dell'uccisione del giovane, forse perché era stato Ruffo in persona a ucciderlo.

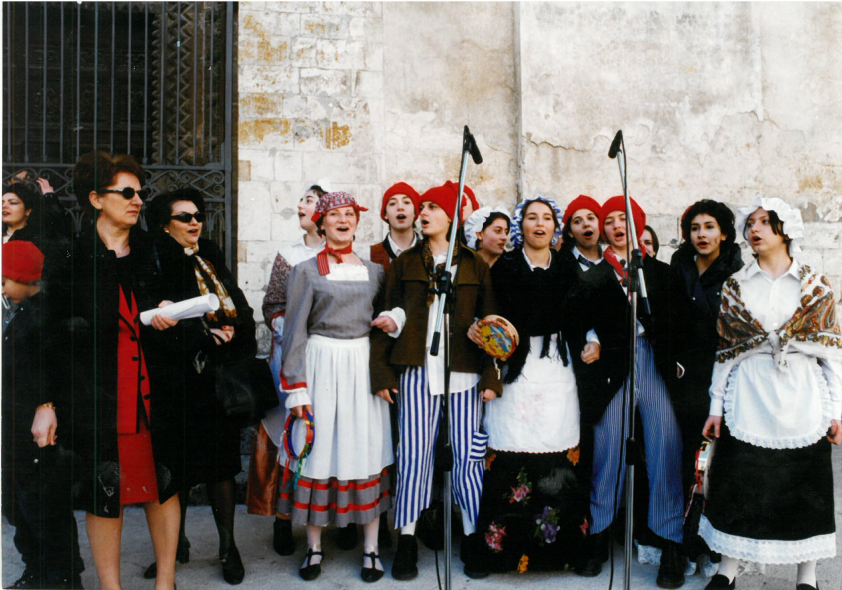
Festeggiamenti del bicentenario della Rivoluzione altamurana (1999) - Spettacolo in piazza Duomo organizzato dagli studenti del liceo scientifico "Federico II di Svevia" di Altamura

Altre fonti aggiungono che a uccidere o a far uccidere Giovanni Firrao doveva essere qualcuno interessato alla sua morte. Una persona interessata a eliminare Giovanni Firrao era il canonico D. Antonio d'Epiro, suo parente, giunto a Matera con i sanfedisti e a capo dell'avanguardia di Ruffo. Egli fu ospitato a Matera dallo zio Giambattista Firrao, dove conobbe sua figlia Maria Antonia. Il canonico d'Epiro chiese allora la mano della ragazza a nome di suo fratello Muzio d'Epiro, ma seppe che Maria Antonia era già impegnata con l'altro cugino Giovanni Firrao. Quindi il canonico conosceva bene le frequentazioni del giovane ucciso.
Secondo questa versione, il canonico d'Epiro avrebbe fatto cercare e trascinato davanti a Ruffo Giovanni Firrao, suo padre e i suoi fratelli e lo avrebbe ucciso. Oppure, più verosimilmente e compatibilmente con le altre cronache di cui sopra, Fabrizio Ruffo l'avrebbe ucciso, su richiesta del canonico d'Epiro.
Infatti, una volta eliminato l'ostacolo, il 7 novembre 1799 Maria Antonia si rassegnò a sposare Muzio d'Epiro, come aveva desiderato il canonico d'Epiro.
È anche poco chiaro il motivo per cui i Firrao non siano scappati dalla città insieme alla maggior parte degli altamurani prima che le truppe sanfediste penetrassero in città. Probabilmente il padre Marzio Firrao non volle seguirli dal momento che lui e gli altri figli erano rimasti fedeli sostenitori dei Borbone e pertanto speravano nella grazia di Ruffo.

### Fra Diavolo e Gaetano Mammone
Non ci sono notizie attendibili circa la presenza in Altamura di alcuni dei più noti banditi filoborbonici, ossia Fra Diavolo e Gaetano Mammone. Secondo notizie inattendibili (in primis, le Storie (1860) di Giovanni La Cecilia), essi erano parte dell'esercito di Ruffo già durante l'attacco di Altamura. Inoltre Gaetano Mammone, all'interno di una chiesa di Altamura, avrebbe stuprato una fanciulla e ucciso suo padre sull'altare bevendone poi il sangue.
Le notizie di cui sopra deriverebbero da fonti inattendibili. Inoltre is noti che Domenico Sacchinelli li nomina solo nella parte della permanenza di Ruffo ad Ascoli Satriano, il 2 giugno 1799 (quindi dopo i fatti di Altamura) e afferma che Fra Diavolo e i fratelli Mammone erano nel territorio tra Capua e Terracina (lontano da Ruffo e dai sanfedisti) e uccidevano i francesi e repubblicani (chiamati all'epoca patriotti) e chiunque altro cercava di lasciare il regno.

### Sanfedisti sepolti vivi

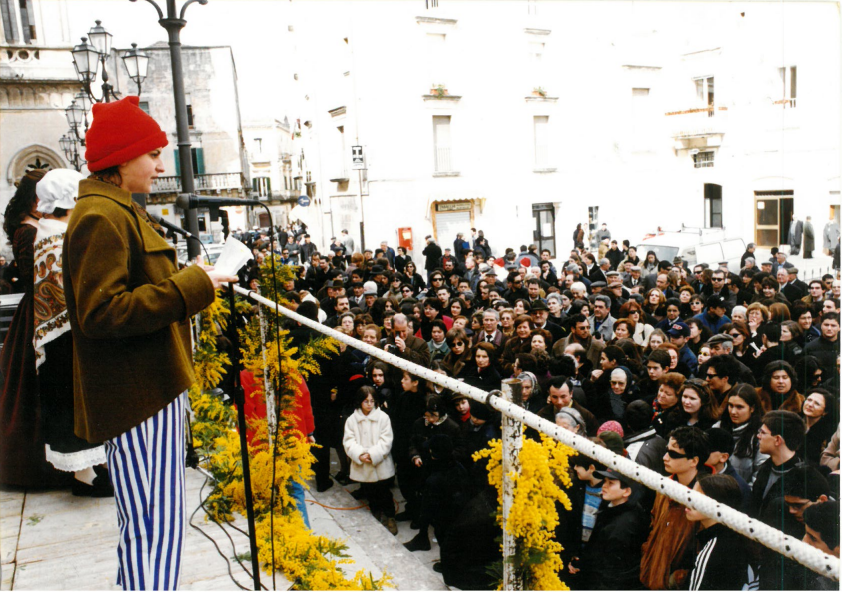
Festeggiamenti del bicentenario della Rivoluzione altamurana

Alcune fonti narrano che i prigionieri furono "sepolti vivi". Il racconto compare per la prima volta nella cronaca del sanfedista Antonino Cimbalo (1799), il quale poco dopo scrisse le memorie di quei fatti e dalla quale poi attinsero abbondantemente le cronache degli altri sanfedisti Domenico Petromasi (1800) e Vincenzo Durante (1801). Anche Sacchinelli, nelle sue Memorie, racconta che i prigionieri sopravvissuti e i moribondi furono "disseppelliti all'istante" dopo l'entrata delle truppe sanfediste nella città di Altamura.
La memoria di Vitangelo Bisceglia sembra dare conferma del fatto che i prigionieri furono effettivamente sepolti, per ordine di Nicola Palomba all'interno delle tombe del refettorio dei Padri Osservanti, "dove si compì la tragedia di oltre 30 individui" (Bisceglia però, aveva già abbandonato Altamura e, pertanto, non fu testimone diretto).
(Vitangelo Bisceglia, in Bisceglia, p. 379)

## Il centenario

Celebrazioni per il primo centenario (1899) della Rivoluzione altamurana (con Giovanni Bovio) e presentazione del monumento

Il centenario della Rivoluzione altamurana (nell'anno 1899) fu festeggiato erigendo un monumento sulla piazza centrale di Altamura, che ancora oggi è presente e che fu realizzato da Arnaldo Zocchi. Alle celebrazioni prese parte anche Giovanni Bovio, il cui nonno, Francesco Bovio, era di Altamura e prese parte alla rivoluzione.
Nel suo discorso, Giovanni Bovio esaltò lo spirito degli altamurani e affermò che il concetto di libertà era vivo da sempre tra gli altamurani. Anche grazie al fervore di idee dell'antica Università degli Studi di Altamura, dotti, nobili e plebei altamurani si erano uniti tutti sotto l'idea di libertà ed erano pronti a sacrificare le loro ricchezze, i loro titoli e persino la loro vita per la libertà.

## Il bicentenario
Il bicentenario della Rivoluzione di Altamura (1999) è stato festeggiato attraverso dibattiti e spettacoli. In modo particolare il liceo scientifico "Federico II di Svevia", guidato dalla preside, giornalista e scrittrice Bianca Tragni, si è distinto per le attività svolte.

## I martiri più famosi
Il libro dello storico locale Vincenzo Vicenti (1896-1981), Medaglioni altamurani del 1799 (1968), ha raccolto e divulgato le storie di 190 martiri della Rivoluzione altamurana. Nel libro vengono raccontate le storie di ogni martire altamurano (di quelli noti), gli uccisi, i fuggitivi, gli esiliati, gli incarcerati e tutti gli altri che in un modo o nell'altro dimostrarono coraggio e patirono in quel periodo. Anche altre fonti non consultate oppure non note da Vicenti riportano alcune informazioni; uno di questi è l'elenco dei rei di Stato del 1799 incarcerati nel castello di Barletta, un documento rintracciato dallo storico Vito Masellis negli anni 1960 e conservato nell'Archivio di Stato di Napoli. Secondo quanto riportato nello stesso documento, i prigionieri espiarono la loro pena nel castello in condizioni di estremo abbandono.
Una delle fonti principali consultata da Vicenti è sicuramente il Registro dei morti della Cattedrale di Altamura e della Chiesa di San Nicola dei Greci, ma il lavoro non si è limitato a questo. Lo storico Vicenti ha infatti condotto una ricerca diligente e minuziosa nei documenti conservati nell'Archivio Biblioteca Museo Civico e in altri documenti (come ad esempio il libro di Giuseppe De Ninno I Martiri e i perseguitati politici del 1799 - 1955), ed è riuscito a ricostruire le vite, le case in cui i martiri vivevano e gli eventi che hanno condotto alla loro morte. Nel 1998 è stata pubblicata anche una seconda edizione, curata da Arcangela Vicenti e da Giuseppe Pupillo. La prosa di Vicenti è in grado di commuovere il lettore, e la ricerca storiografica da lui condotta è sicuramente critica e moderna. Tra i difetti dell'opera (come in altre opere di Vicenti), vi è, forse, la pressoché totale assenza di riferimenti bibliografici puntuali (o perlomeno nell'edizione del 1998), tale da rendere assai difficoltoso se non impossibile per il lettore verificare alcune delle informazioni fornite. Tra i martiri altamurani più famosi (ai quali oggi sono state intitolati strade e claustri del centro storico di Altamura) si ricordano:
- Tommaso Azzilonna - frate cappuccino ucciso dai sanfedisti;
- Domenico Bastelli - professore di "entrambi i diritti" (diritto civile e diritto canonico) presso l'Università degli Studi di Altamura; come la maggior parte degli insegnanti dell'università, contribuì a diffondere le idee di libertà e uguaglianza della Rivoluzione francese. Era stato allievo di Marcello Papiniano Cusani e divenne giureconsulto. Divenne in seguito professore di diritto presso l'Università di Altamura e Luca de Samuele Cagnazzi fu uno dei suoi studenti.[130]
- Francesco Maria Bovio - fu professore di lettere e di entrambi i diritti presso l'Università degli Studi di Altamura; fu perseguitato, e nel 1800 non gli fu più consentito di insegnare nell'università[131]. Seguì la Corte d'Appello quando in seguito fu trasferita da Altamura a Trani. Tra i carbonari di Trani del 1820 si ritrovano i nomi di Scipione Bovio e Nicola Bovio, suoi figli. Nicola Bovio sarà il padre di Giovanni Bovio.[132]
- Giuseppe de Samuele Cagnazzi (fuggiasco) - Era il fratello maggiore del più noto Luca de Samuele Cagnazzi. Prese parte alla Rivoluzione altamurana e, in seguito, dovette fuggire insieme a molti altri. Poté fare ritorno e riabbracciare i suoi affetti solo alcuni anni dopo. La casa della sua famiglia (nonché quella di suo fratello Luca, contenente tra l'altro una ricca biblioteca e strumenti scientifici) e tutti i suoi averi furono distrutti e depredati dai sanfedisti nel 1799. Sua moglie, Elisabetta de Gemmis, morì nel 1799 per cause non meglio specificate ma in qualche modo correlate alla Rivoluzione altamurana.[15][133]
- Onorato Candiota - era professore di "filosofia e matematica" del Real Convitto di Bari. Scrisse anche alcune opere, di cui due utilizzate per l'insegnamento all'interno del Real Convitto di Bari, ossia Elementi di fisica (1790) ed  Elementi di astronomia (1794). Difese strenuamente la città di Altamura e per questo fu incarcerato nel Forte di Brindisi assieme al fratello Gian Giacomo Candiota. Come gli altri, tornò dal carcere quasi trasfigurato.[134]
- Candido Ceglia - fu allievo di Agazio Angelastri presso l'Università degli Studi di Altamura, divenendo in seguito insegnante di eloquenza presso la stessa università; benedisse l'albero della libertà insieme a Luca de Samuele Cagnazzi e Francescopaolo Serena e ricoprì alcune cariche cittadine nel periodo della rivoluzione. Difese strenuamente la città e per questo visse ramingo, lontano da Altamura finché, in seguito alla pace di Firenze, non ritornò.
- Vito Chiaia - deportato al Forte di Brindisi e torturato dal caporale durante il tragitto. Gli furono strette le mani (insieme a padre Venita) finché le punte delle dita diventarono nere e fu costretto a pagare otto carlini al suo aguzzino.
- Giuseppe Cicorella
- Lilla Cicirelli - dal corpo possente e in stato di gravidanza avanzata, aiutò alcune fanciulle a nascondersi ed evitare che i calabresi le violentassero. Fece nascondere le ragazze in un ampio sotterraneo sotto la sua casa, situata in Arco Bastelli, di fronte alla chiesa di Santa Croce. Mentre i calabresi si avvicinavano, con un forcone cercò di allontanarli, ma i calabresi ebbero la meglio e stavano per ucciderla. Uno di loro si impietosì e Lilla gli propose di diventare padrino del bambino che aveva in grembo, a patto di avere salva la vita. Il calabrese accettò e dopo un po' di tempo tornò ad Altamura per il battesimo del bambino. Gli regalò anche come giocattolo un campanello di argento di un certo valore. Non si conosce la fine delle ragazze rinchiuse nel sotterraneo, ma nel Novecento, mentre lo si ripuliva, furono trovati tre scheletri.[135]
- don Celio Colonna - canonico della Cattedrale di Altamura, ucciso mentre pregava nella cappella di San Giuseppe all'interno della cattedrale.[136] Era ritenuto un "fiero giacobino".[137]
- Maurizio D'Alesio - ucciso insieme a Giuseppe Tubito mentre combatteva sulla loggetta di casa Mastromarino nei pressi di Porta Matera. Saltò in aria per una granata, e il suo corpo fu maciullato e fatto a pezzi. I suoi resti furono raccolti in un paniere e portati giù dalla loggetta.[138] La vicenda è confermata anche dalla cronaca di Domenico Petromasi.[139]
- Graziantonio De Bernardis - canonico, difese la città di Altamura. Tornato in patria dopo la pace di Firenze, divenne professore di teologia e storia ecclesiastica presso l'Università degli Studi di Altamura.[140]
- Elisabetta de Gemmis - figlia del letterato Ferrante de Gemmis, morì nel 1799 per circostanze legate ai fatti di Altamura. Vincenzo Vicenti rintracciò una fonte in cui il marito afferma che fu vittima "di sanguinosi orrori de' briganti".[141]
- Giuseppe De Nora - non sano di mente. Quando i sanfedisti entrarono nella sua abitazione, chieserò "Chi vive?", e lui rispose: "Repubblica!". A causa della sua risposta fu fucilato sul posto.[142][143]
- Pasqua De Nora (uccisa)
- Agostino Fabrizio - frate agostiniano, fu incarcerato nel castello di Barletta.[144]
- Donato Fasanelli - anche a lui furono stretti i polsi dal caporale sanfedista. La legatura era molto stretta e Fasanelli si contorceva per il dolore. Dovette pagare una somma di denaro per l'allentamento della legatura.
- Basilio Fasulo - negoziante di origine greca ma dimorante in Altamura, fu incarcerato nel castello di Barletta.[144]
- Giovanni Federici, castellano, incarcerato nel castello di Barletta.[144]
- Giovanni Firrao (ucciso) - era il figlio dell'ex-sindaco di Matera Marzio Firrao (uccisione di Giovanni Firrao).
- Giuseppe Giannuzzi - medico; ebbe parte attiva nella rivoluzione, tanto che il cronista filoborbonico Vitangelo Bisceglia, all'interno della sua cronaca, lo soprannomina "Robespierre". Dopo i fatti del 1799, fu catturato a Foggia, processato ed esiliato in Francia. Poté ritornare ad Altamura solo dopo la pace di Firenze (1801).[145]
- Luca Giannuzzi - figlio di Ascanio, fu incarcerato nel castello di Barletta.[144]
- Mario Giannuzzi (di Ottavio) - seppe motivare la guardia civica e si distinse per audacia e coraggio.[146] Fu carcerato nel castello di Barletta in maggio del 1799[144]
- Francesco Manfredi - studiò lettere e assistette alle lezioni di matematica di suo fratello. Le informazioni sul suo conto sono fornite da Cagnazzi. A causa della Rivoluzione altamurana fu esiliato in Francia, dove lavorò come calzolaio e acquisì molta fama. Alessandro I di Russia, nel 1814, era a Parigi e si servì di Manfredi. Il re gli propose di trasferirsi in Russia dove avrebbe avuto un ottimo stipendio e sarebbe diventato colonnello (come accadeva in Russia a tutti i servitori diretti del re). Non si possiedono informazioni riguardo agli anni successivi.[147]
- Raffaele Nardone - non riuscì a fuggire dalla città e fu ucciso dai sanfedisti.
- don Nicola Popolizio - Nel 1784 insegnò latino e greco presso l'Università degli Studi di Altamura. Difese strenuamente la città di Altamura e, successivamente fu ucciso "con orribili tormenti" nel porticato di fronte alla Cattedrale di Altamura (oggi sostituito da palazzo Melodia);[148]
- Orazio Persio - Era un dotto giureconsulto della famiglia benestante dei Persio che nel 1799 era arrivato alla veneranda età di novant'anni. Non fu coinvolto negli eventi politici del 1799, e giaceva malato nel suo letto. I sanfedisti entrarono nel suo palazzo (il Palazzo Ponzetti-Persio) e lo depredarono, mentre l'anziano Orazio fu gettato per le scale, rompendosi le ossa. Morì dopo due mesi;[149][150]
- Francesco Sallicano - non riuscì a fuggire dalla città e fu ucciso dai sanfedisti;
- Domenico Ignazio Serena - era un sacerdote e apparteneva probabilmente alla massoneria; la cronaca di Michele Rotunno riporta che nella sua casa tutti i dipinti erano con emblemi massonici e pertanto fu incendiata; inoltre D. Domenico Ingazio Serena fu per questo perseguitato più degli altri e incarcerato. Ritornò ad Altamura "pazzo furioso" e, "nei suoi forti parossismi diceva che il suo membro fosse il Cardinal Ruffo ed invitava gli altri come lui sventurati dicendo d'esser quella la testa dell'aborrito uomo che dovea strapparsi ed eliminarsi dalla Società".[151]
- Angelo Sorice, militare (nella Cronaca di Bisceglia risulta essere stato sergente di cavalleria in Altamura), fu incarcerato nel castello di Barletta;[144]
- Francesco Tota - diede prova di notevole precisione nello sparare con l'archibugio;
- Giuseppe Tubito - ucciso insieme a Maurizio D'Alesio da una granata nemica. L'episodio è riportato anche nella cronaca del sanfedista Domenico Petromasi;[139][152]
- la zia monaca Turco - era una monaca di cui non si conosce il nome. Era la zia di Aurora Pallone (la "vedova Turco"), e decise di rimanere nella sua casa (la casa Turco), che era vicina a Porta Matera, una delle prime case a essere depredate. La zia Turco credeva che non sarebbe stata toccata, avendo assistito alla battaglia di Bitonto e credendo di conoscere la guerra, ma non aveva considerato che quelle di Ruffo non erano milizie regolari. La casa Turco fu depredata di tutto quanto vi era all'interno. Inoltre, alla zia Turco furono inferti colpi di sciabola a si fratturò una gamba. Fu seppellita in un saccone di paglia al quale i calabresi diedero fuoco. Il fuoco per fortuna si spense da sé. Rimase nel sacco in agonia per tre giorni, e fu scoperta dalla nipote Aurora Pallone, appena ritornata in città;[153]
- don Mario Tirelli - era un sacerdote e insegnò Teologia dogmatica nell'Università degli Studi di Altamura. Prese parte alla difesa della città e in seguito, non potendo o non volendo fuggire, restò in Altamura. Si rifugiò all'interno del monastero di Santa Chiara, ma fu comunque ferito alla testa da una sciabolata dei sanfedisti. Inoltre nell'anno 1800 gli fu proibito di continuare a insegnare nell'Università degli Studi di Altamura;
- Tommaso Venita - frate domenicano, fu torturato dai caporali calabresi, prima a Taranto e poi di nuovo a Francavilla[non chiaro]. Dovette dar via stivali e sopragiamberga.[154]
- Giacinto Ventricella - non riuscì a fuggire dalla città e fu ucciso dai sanfedisti;
- Felice Ventricelli - artista, fu incarcerato nel castello di Barletta.[144]
- Pasquale Viti - fu Presidente della Municipalità e per questo lui e la sua famiglia furono perseguitati.

## Memorabilia
- Uno dei viali principali di Altamura è intitolato ai martiri della Rivoluzione altamurana; il nome completo è "Viale dei Martiri del 1799", ma è comunemente chiamato "viale Martiri".
- L'epiteto "Leonessa delle Puglie" per riferirsi alla città di Altamura è un accostamento su scala minore alla città di Brescia chiamata "Leonessa d'Italia" per la resistenza agli austriaci durante il Risorgimento italiano. L'epiteto compare per la prima volta nel 1925 in un fascicolo di Giuseppe De Napoli dedicato ad Altamura. Esso sarà poi ripreso nei dépliant turistici della Pro Loco di Altamura del 1973 e del 1994, che ne diffonderanno capillarmente l'uso.[103]
- Della Rivoluzione altamurana sopravvissero tre cannoni i quali, stando alle fonti, furono utilizzati durante i combattimenti. A questi furono dati i nomi di Dentamaro, Pezzente e Sfrattacampagna. Vitangelo Bisceglia, all'interno della sua cronaca, cita i tre cannoni, affermando che provenivano da Melfi.[155] Inizialmente furono ospitati all'interno del "Museo municipale", fondato nel 1891. Nel cinquantenario dell'Unità d'Italia furono inviati a Napoli per essere esposti nella Mostra di ricordi storici del Risorgimento nel Mezzogiorno d’Italia del 25 maggio 1911, dopodiché non furono più richiesti e se ne persero le tracce. Furono conservati in alcuni ambienti sotterranei del Museo nazionale di San Martino. Infine, per interessamento dell'Archivio biblioteca museo civico (A.B.M.C.) di Altamura, tornarono ad Altamura e ora sono esposti nella sala conferenze della stessa A.B.M.C.[103][156][157]
- I martiri della Rivoluzione altamurana sono stati citati in litografie e opere celebrative del Risorgimento italiano, sebbene vi sia un consistente lasso temporale tra la Rivoluzione altamurana e il Risorgimento. Significativa la litografia "Valorosi delle Puglie morti per l’indipendenza d’Italia", nella quale sono citate cinque personalità della Rivoluzione altamurana.[103]